# Günther Bock (Aeronautiker)
Günther Bock (* 10. Juni 1898 in Charlottenburg; † 21. Februar 1970 in München) war ein deutscher Aeronautiker, Hochschullehrer und von 1936 bis 1945 Direktor der Deutschen Versuchsanstalt für Luftfahrt.

## Leben
Bock wurde als Sohn des Richters Ernst Bock und seiner Ehefrau Margarete (geb. Thielemann) 1898 in Berlin geboren. Von 1916 bis 1919 war er Soldat im Ersten Weltkrieg. Er wurde als Fahnenjunker entlassen. Im Jahre 1920 begann Bock ein Studium an der Technischen Hochschule Berlin, das er 1923 als Diplomingenieur abschloss. Ab 1923 war er bei den Junkers-Flugzeugwerken tätig. Parallel zur Berufstätigkeit wurde er 1931 zum Dr.-Ing. promoviert.
Er erhielt 1931 einen Ruf an die Technische Universität Danzig als Ordinarius für Flugzeugbau. Von 1934 bis 1937 war er ordentlicher Professor an der Technischen Hochschule Aachen. Ab 1936 war er Chefingenieur beim Reichsluftfahrtministerium. Während des Zweiten Weltkrieges war er dort verantwortlich für "Bauweisen", hatte also eine herausgehobene Position in der technisch-ingenieursmäßigen Tätigkeit des RLM inne. 1937 wurde er Professor im Reichsdienst. Er gehörte ab Mai 1937 zur sechsköpfigen Expertenkommission, welche die Zerstörung des Zeppelins LZ 129 untersuchen sollte. Als Direktor der Deutschen Versuchsanstalt für Luftfahrt (DVL) mit Sitz in Berlin-Adlershof verhandelte er über deren Zusammenarbeit mit Konrad Zuse, wobei sie sich auf eine teilweise Finanzierung des Computers Z3 durch die DVL einigten.
Im Mai 1945 geriet Günther Bock zusammen mit weiteren Mitarbeitern der DVL in sowjetische Gefangenschaft, wurde von Angehörigen des Smersch vernommen und aufgefordert, die Ergebnisse seiner Arbeit bei der DVL an sowjetische Luftfahrtspezialisten weiterzugeben. Im Juli 1946 wurde er m Rahmen der Aktion Ossawakim in die Sowjetunion verschleppt, wo er in Schukowski im Zentralen Aerohydrodynamischen Institut (ZAGI) und später in einem deutschen Kollektiv in Sawjolowo arbeitete. 1954 kehrte er, gesundheitlich angegriffen, aus der Sowjetunion via Pirna nach Darmstadt zurück. Noch im selben Jahr erhielt er einen Ruf auf eine Professur für Luftfahrttechnik an der Technischen Universität Darmstadt. Bock entwickelte verschiedene Vorlesungen zur Aerodynamik und Luftfahrttechnik und machte den Windkanal in Griesheim wieder zu einer zentralen Forschungsstätte der TH Darmstadt. Bock engagierte sich auch in den Gremien der TH Darmstadt. 1958/1959 war er deren Rektor.
Günther Bock zählte zu den bedeutendsten Luft- und Raumfahrtexperten der Bundesrepublik Deutschland. 1956 wurde er Vorsitzender des Deutschen Luftfahrzeugausschusses des Bundesverkehrsministeriums. Bock war zudem Mitglied und zeitweise stellvertretender Vorsitzender der deutschen Kommission für Weltraumforschung des Bundesministeriums für Atomenergie. 1964 wurde er zum Präsidenten der European Launcher Development Organisation (ELDO) gewählt.
1965 wurde er emeritiert. Nach seiner Emeritierung übernahm er als Vorstandsmitglied der Deutschen Versuchsanstalt für Luftfahrt die Leitung des Forschungsschwerpunkts Süd in Oberpfaffenhofen.
Bock war seit 1930 verheiratet und hatte vier Kinder.

## Ehrungen
- 1966: Großes Verdienstkreuz.
- 1966: Ehrenmitglied der Wissenschaftlichen Gesellschaft für Luft- und Raumfahrt.

## Schriften
- Großflugzeuge. Vandenhoeck & Ruprecht, Göttingen 1931.
- mit Edgar Rössger: Entwicklungsrichtlinien der Luftfahrttechnik in der Gegenwart (und) Voraussetzungen und Auswirkungen des Einsatzes von strahlgetriebenen Flugzeugen im Luftverkehr. Verlag Dr. Max Gehlen, Bad Homburg 1956.
- Die deutsche Luftfahrtforschung im Jahre 1945 – aus der Sicht des wissenschaftlichen Leiters der Deutschen Versuchsanstalt für Luftfahrt. Die Aussagen von Prof. Dr.-Ing. Günther Bock vor einer Kommission sowjetischer Offiziere im September 1945, Korrell, Wolfenbüttel 1998, OCLC 314337591.